# Ringo e Gringo contro tutti
Ringo e Gringo contro tutti è un film italiano del 1966 diretto da Bruno Corbucci, con Raimondo Vianello e Lando Buzzanca. 
Narra della guerra di secessione tra sudisti e nordisti d'America 8 anni dopo la sua fine.

## Trama
Isolati dal resto dei loro ex commilitoni, due soldati sudisti credono che la guerra civile americana non sia finita e per un equivoco rischiano di farla ricominciare.